# Prasinopyra simifascia
Prasinopyra simifascia là một loài bướm đêm trong họ Noctuidae.